# Euproctis subnobilis
Euproctis subnobilis är en fjärilsart som beskrevs av Pieter Cornelius Tobias Snellen 1881. Euproctis subnobilis ingår i släktet Euproctis och familjen tofsspinnare. Inga underarter finns listade i Catalogue of Life.